# Pidonia oyamae
Pidonia oyamae är en skalbaggsart som först beskrevs av Oyama 1908.  Pidonia oyamae ingår i släktet Pidonia och familjen långhorningar. Inga underarter finns listade i Catalogue of Life.